# Mina... fuori la guardia
Mina... fuori la guardia è un film del 1961, diretto da Armando W. Tamburella.

## Trama
Il celebre cantante Tony Rino sta facendo il militare e, com'era prevedibile, la sua presenza in caserma provoca agitazione tra militari, fidanzate e figlie di ufficiale e sottufficiali. Lui coglie l'occasione per liberarsi della fastidiosa fidanzata Milly quando si innamora della giovane studentessa in medicina Valeria (Mina) figlia del colonnello comandante, che invece non vuole saperne di lui. Milly per gelosia pianta il fidanzato durante la preparazione di uno spettacolo e Valeria viene invitata da Tony a sostituirla: successo e amore sono assicurati.

## Produzione
Prodotto dalla Independence Film di Giorgio Ghiron, il film fu girato nell'autunno del 1960 all'interno degli stabilimenti Incir-De Paolis sulla via Tiburtina a Roma, per uscire nelle sale il 12 aprile 1961.

## Incassi
Incasso accertato sino a tutto il 31 marzo 1964: £ 218.245.760